# Брекинска
Брекинска је насељено место у саставу града Липика, у западној Славонији, Република Хрватска.

## Историја
До нове територијалне организације у Хрватској, налазило се у саставу бивше велике општине Пакрац.

## Становништво
На попису становништва 2011. године, Брекинска је имала 126 становника.
| Националност       | 1991.        |
| Хрвати             | 108 (54,27%) |
| Срби               | 22 (11,05%)  |
| Југословени        | 2 (1,00%)    |
| остали и непознато | 67 (33,66%)  |
| Укупно             | 199          |